# Hatava
Hatava (belarusiska: Гатава) är en agropolis i Belarus. Den ligger i voblasten Minsks voblast, i den centrala delen av landet, 14 km söder om huvudstaden Minsk. Hatava ligger 193 meter över havet och antalet invånare är 8 000.

## Natur och klimat
Terrängen runt Hatava är platt. Runt Hatava är det ganska tätbefolkat, med 120 invånare per kvadratkilometer.. Närmaste större samhälle är Mіnsk, 13,9 km norr om Hatava.
Trakten runt Hatava består till största delen av jordbruksmark.